# 日ノ出駅

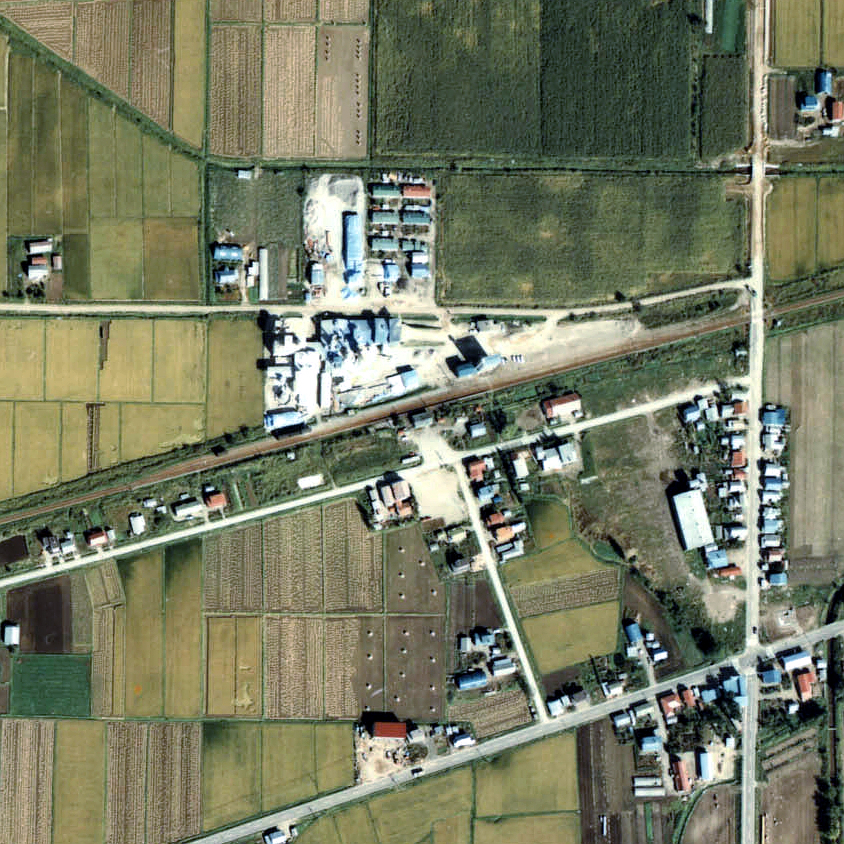
1977年、国鉄池北線時代の日ノ出駅と周囲500 m範囲。右が北見方面。単式ホーム1面1線と駅裏の石灰工場向け貨物線1本を有している。

日ノ出駅（ひのでえき）は、北海道常呂郡訓子府町字日出にあった北海道ちほく高原鉄道ふるさと銀河線の駅（廃駅）である。国鉄・JR北海道池北線時代の電報略号はノテ。事務管理コードは▲120508。

## 歴史
当地は訓子府駅と上常呂駅のほぼ中間に位置し、通学や戦後の林鉱産資源開発を理由に、日出・大谷の2つの集落が主導で駅設置の陳情が行われた。

### 年表
- 1946年（昭和21年）
  - 6月：日出・大谷の2集落による駅設置の陳情[3]。
  - 8月：訓子府村長以下連名で駅設置の陳情[3]。
  - 12月5日：盛土建物地元負担を条件に臨時乗降場の設置が承認[3]。
    - その後住民らは直ちに土盛り工事に着手し、ホームが僅か24日間で完成したとされる[3]。
- 1947年（昭和22年）2月11日：運輸省網走本線の日ノ出仮乗降場（局設定）として設置[1][3]。
  - この時点では仮小屋による待合室であったが、同年夏までに、正式な駅舎が完成している。木材は国有林からの払い下げと建築を請負った人物の寄付により賄われた[3]。
- 1947年（昭和23年）：同年春より当駅を普通駅に昇格させる運動が繰り返し行われる[3]。
- 1949年（昭和24年）6月1日：公共企業体である日本国有鉄道に移管。
- 1950年（昭和25年）1月15日：駅に昇格[1][3]。旅客・荷物取扱い開始[1][4][5]。
- 1951年（昭和26年）11月26日：毎年更新の鉄道管理局長承認による異例貨物取扱い駅となる[3]。
- 1961年（昭和36年）4月1日：網走本線のうち、池田 - 北見間を池北線に改称。同線所属となる。
- 1962年（昭和37年）4月1日：業務委託駅となり、元駅長が受託者となる[3]。
- 1984年（昭和59年）2月1日：荷物取扱い廃止[1]。
- 1986年（昭和61年）11月1日：無人化[6][7]。
- 1987年（昭和62年）4月1日：国鉄分割民営化により北海道旅客鉄道に継承[1]。
- 1989年（平成元年）6月4日：北海道ちほく高原鉄道に転換[1]。
- 1998年（平成10年）11月11日：木造駅舎を取り壊し新駅舎に改築・使用開始。
- 2006年（平成18年）4月21日：ふるさと銀河線廃線により廃止。

### 駅名の由来
地名より。もともと「居武士（おろむし）」という地名であったが、訓子府町の最も東に位置することから現在のように命名された。

## 駅構造
単式ホーム1面1線を有する地上駅。
このほか、1951年（昭和26年）までに 2番線、貨物線、砂利専用線が設置されていた。

## 利用状況
乗車人員の推移は以下のとおり。
| 年度               | 乗車人員 | 乗車人員 | 出典  | 備考           |
| 年度               | 年間     | 1日平均  | 出典  | 備考           |
| ------------------ | -------- | -------- | ----- | -------------- |
| 1973年（昭和48年） | 68,219   | 187      | [ 7 ] |                |
| 1974年（昭和49年） | 64,177   | 176      | [ 7 ] |                |
| 1975年（昭和50年） | 56,550   | 155      | [ 7 ] |                |
| 1976年（昭和51年） | 55,612   | 152      | [ 7 ] |                |
| 1977年（昭和52年） | 54,085   | 148      | [ 7 ] |                |
| 1978年（昭和53年） | 49,741   | 136      | [ 7 ] |                |
| 1979年（昭和54年） | 48,377   | 132      | [ 7 ] |                |
| 1980年（昭和55年） | 49,158   | 135      | [ 7 ] |                |
| 1981年（昭和56年） | 48,863   | 134      | [ 7 ] |                |
| 1982年（昭和57年） | 47,637   | 131      | [ 7 ] |                |
| 1983年（昭和58年） | 43,670   | 119      | [ 7 ] |                |
| 1984年（昭和59年） | 43,490   | 119      | [ 7 ] |                |
| 1985年（昭和60年） | 42,739   | 117      | [ 7 ] | 翌年11月無人化 |

## 駅周辺
日ノ出地区の集落がある。
- 北海道道50号北見置戸線
- 北見日ノ出簡易郵便局
- 訓子府石灰工業日ノ出工場
- 常呂川
- 北海道北見バス「日の出」停留所

## 隣の駅
北海道ちほく高原鉄道
ふるさと銀河線
穂波駅 - 日ノ出駅 - 広郷駅